# USS LST-875
O USS LST-875 foi um navio de guerra norte-americano da classe LST que operou durante a Segunda Guerra Mundial.